# Christine Candolin
Christine Candolin, född 17 juni 1953 i Helsingfors, är en finländsk installationskonstnär. 
Candolin debuterade 1984 och ägnade sig under 1990-talet huvudsakligen åt installationer. Hennes verk är lågmälda och meditativa och bottnar i kinesisk och främst taoistisk filosofi i olika teman där vatten, ljus och ljud ingår som viktiga beståndsdelar. Hon har också förenat bilder och texter som hon projicerat med diabilder eller videofilmer mot fria väggytor. 